# Nádson Rodrigues de Souza
Nádson Rodrigues de Souza (* 30. leden 1982) je bývalý brazilský fotbalista.

## Reprezentace
Nádson odehrál 2 reprezentační utkání. S brazilskou reprezentací se zúčastnil Zlatý pohár CONCACAF 2003.

## Statistiky
| Brazílie | Brazílie | Brazílie |
| Roky     | Záp.     | Góly     |
| -------- | -------- | -------- |
| 2003     | 2        | 0        |
| Celkem   | 2        | 0        |